# Седельный тягач
Седе́льный тяга́ч — вид тягача, работающий с полуприцепами, присоединяемыми к машине с помощью специального сцепного механизма — седельно-сцепного устройства. Одна из самых распространённых модификаций средних и тяжелых грузовиков. Создаётся как правило на базе уже существующих обычных грузовых автомобилей путём частичного изменения, а точнее упрощения проекта. Рама по сравнению с обычным грузовиком делается значительно короче, а кузовную надстройку заменяют седельной сцепкой. Существовали проекты сверхнизких седельных тягачей, оборудованных низкой кабиной, располагаемой прямо под прицепом, машины подобной компоновки часто применяются на аэродромах, но не применяются на автодорогах общего пользования.

## Применение
Обилие полуприцепов позволяет применять седельные тягачи в различных сферах деятельности, связанных с перевозкой грузов. Наиболее известное — это перевозка грузов на дальние расстояния, где водитель проводит много времени своей жизни за рулём в особых условиях пути, и эта профессия во всём мире породила специфическую субкультуру.

## Преимущества
- Высокая ёмкость (по сравнению с обычными грузовиками); седельный тягач может возить длинномерные грузы.
- Высокое отношение грузоподъёмности к собственной массе. Соответственно — высокий КПД и низкая стоимость крупных перевозок.
- Хорошая манёвренность (по сравнению с грузовиком той же длины). Маневрирование при движении задним ходом проще (в отличие от грузовика с прицепом).
- Прицепы и тягачи легко заменяются.
- По складской площадке или палубе парома полуприцеп может перемещаться не тягачом, а более манёвренным буксиром.
- Полуприцеп можно превратить в прицеп, установив его на подкатную тележку.

- Тягач Kenworth W900 Американского типа
- Тягач МАЗ Европейского типа
- Кабина тягача International 9200 американского типа, на рычаге МКПП логотип фирмы Eaton
- Панель приборов на тягаче Европейского типа  Volvo FH 16

## Недостатки
- Без прицепа не является самостоятельной транспортной единицей.
- Обладает куда меньшей проходимостью без применения активного прицепа.

- Схема автопоездов европейского типа
- Столкновение малолитражки с контейнеровозом

## Военное применение
Седельные тягачи нашли применение и во многих армиях мира, включая российскую. Они используются для буксировки тяжёлых ракетных установок, а также для перевозки гусеничной военной техники (танков, БМП) по дорогам и просто чисто хозяйственных задач.
- Тягач БАЗ буксирует С-400
- Тягач МЗКТ-74135  перевозит Т-72 на трале.

### Производства в России
| Марка, модель                 | Название предприятия | Населённый пункт                            |
| ----------------------------- | -------------------- | ------------------------------------------- |
| КамАЗ (Все модели)            | КамАЗ                | Набережные Челны                            |
| Foton                         | КамАЗ                | Набережные Челны                            |
| ГАЗ Валдай                    | ГАЗ                  | Нижний Новгород                             |
| Volvo FH, FM, Renault Premium | Volvo Trucks Russia  | Калуга (До 2022 года.).                     |
| Тонар                         | Тонар                | МО, Орехово-Зуевский район, деревня Губино. |
| БАЗ                           | БАЗ                  | Брянск                                      |
| Урал                          | УралАЗ               | Миасс                                       |

## Различия европейской и американской конструкторских школ
- DAF XF — типичный тягач европейской модели
- Volvo VNL760 — европейский тягач для американского рынка, способный быть тяжеловозом

| Европейские модели | Американские модели |
| --- | --- |
| Большинство европейских тягачей имеют бескапотную предельно компактную кабину из металла. | Американские тягачи в основном капотные, их кабины выполнены из стекловолокна или химических волокон                             |
| На европейских седельных тягачах в основном дисковые тормоза | На американских почти везде барабанные                                                                                           |
| Тягачи европейского типа чаще всего имеют 2 моста, три и более — гораздо реже. | Американские чаще всего имеют 3 моста, 2 из которых ведущие.                                                                     |
| Унификация типоразмерности дисков доведена почти до 100 % | Диски так же унифицированы, но другой стандарт.                                                                                  |
| У европейских тягачей, имеющих 3 и более моста практически везде есть механизм подъёма лишних мостов во время езды без груза. | У американских тягачей такого практически не бывает.                                                                             |
| Полуприцепы европейского типа, в том числе и российского производства, оборудуются противоподкатными брусьями, препятствующими попаданию легковых автомобилей и других малогабаритных транспортных средств в пространство под полуприцепом между задним мостом тягача и шасси полуприцепа. | Американские трейлеры такими брусьями не оборудованы.                                                                            |
| Среди европейских тягачей существует чёткое разделение как по количеству мостов, так и по мощности. | Большинство американских тягачей могут быть одновременно средними и тяжёлыми, это зависит только от редуктора и мощности мотора. |
| Тягачи европейского типа, включая машины российского и даже китайского производства имеют бортовое напряжение 24 вольта, что уменьшает потерю при передаче тока к прицепу. | Напряжение бортовой сети американских тягачей — 12 вольт, что даёт возможность завестись от легковой машины.                     |

## Электрификация седельных тягачей
По мере развития электромобилей, в том числе и грузовых, началось создание и машин такого типа как седельный тягач. Первой более менее многочисленной моделью стала Tesla Semi, так же компания Cummins ведёт работы над созданием тягача «AEOS», но его автономность всего 160 км, что явно недостаточно. Также проводятся эксперименты по электрификации крупных шоссейных дорог для работы тягачей по типу грузового троллейбуса.

## Соединение машины с прицепом
Как в европейских, так и американских тягачах используется седло, которое защёлкивается автоматически, а отключается через рычаг, который можно применить только усилием руки водителя. Кроме того необходимо вручную соединить воздушные шланги, только после этого начать прокачку тормозов, которая занимает около 10 секунд. После этого Вы уже можете спокойно сесть за руль и буксировать прицеп.

## Наиболее известные и крупные производители в разных странах
На сегодняшний день собственными производствами машин подобного типа обладают 14 стран мира. Россия - одна из них. Конечно и в других странах могут быть сборочные или более сложные производства таких машин, но это как правило либо недоразвитые и малочисленные производители, либо дочерние предприятия крупных производителей. Также недавно об испытаниях своей модели седельных тягачей как американского так и европейского типа, на этот раз полностью электрических, заявила компания Tesla Motors, но на сегодняшний день эти машины ещё не поравнялись с дизельными по своей энергоэффективности и требуют множества доработок.
| Страна      | Производимые марки                                                                                                |
| ----------- | --- |
| Германия    | Mercedes Benz, MAN                                                                                                |
| Швеция      | Scania, Volvo |
| Франция     | Renault Trucks |
| США         | International, Freightliner, Kenworth, Peterbilt, Mack, Western Star, Sterling, Oshkosh,Tesla Motors, Caterpillar |
| Италия      | IVECO, Astra |
| Финляндия   | Sisu |
| Белоруссия  | МАЗ, МЗКТ |
| Россия      | КамАЗ, Урал, ГАЗ, БАЗ, КЗКТ                                                                                       |
| Украина     | КрАЗ |
| Китай       | DongFeng, Shaanxi, FAW, CNHTC, Shacman и другие                                                                   |
| Япония      | Hino, Nissan, Fuso, Mitsubishi, Isuzu                                                                             |
| Южная Корея | Hyundai, Samsung, Daewoo Motors                                                                                   |
| Индия       | Tata Motors |
| Нидерланды  | DAF, GINAF |

### Ранее существовавшие
Некоторые производители сейчас не существуют или поглощены другими, но их продукция порой встречается на дорогах до сих пор.
| Страна             | Марка                              | Годы существования производства | Причина остановки производства |
| ------------------ | ---------------------------------- | ------------------------------- | --- |
| СССР / РФ          | ЗИЛ                                | 1931-2013                       | Закрытие и снос производства. |
| СССР/Грузия        | КАЗ                                | 1951-2010                       | Отсутствие спроса на продукцию, неконкурентоспособность, прекращение закупок странами бывшего соцлагеря.                              |
| Чехословакия/Чехия | Skoda/LIAZ                         | 1951-2003                       | Отсутствие спроса на продукцию, прекращение закупок странами бывшего соцлагеря.                                                       |
| Чехословакия/Чехия | Татра                              | 1850 — настоящее время          | Производит другие типы грузовиков |
| ГДР/Германия       | Industrieverband Fahrzeugbau (IFA) | 1946-1989                       | Ликвидация производства ввиду неконкурентоспособности и несоответствия стандартам ЕС, прекращение закупок странами бывшего соцлагеря. |
| Бельгия            | Fabrique Nationale                 | Годы второй мировой войны       | Производились специализированные военные полугусеничные тягачи для военных нужд                                                       |
| ФРГ/Германия       | Magirus Deutz                      | до 1983                         | Выкуплен IVECO, вся продукция носит это название. Производятся пожарные лестницы и автомобили пожаротушения.                          |
| США                | Studebaker Corporation             | до 1966                         | Компания прекратила своё существование, производство свёрнуто                                                                         |